# Combat Action Ribbon
Le Combat Action Ribbon (CAR) est une décoration militaire des États-Unis créée pour récompenser les hommes de l'US Navy, de l'US Marine Corps et de l'US Coast Guard ayant participé activement à un combat en zone hostile en présence du feu ennemi. Elle est l'équivalent pour les matelots et les marines du Combat Infantryman Badge de l'US Army et de l'Air Force Combat Action Medal de l'US Air Force.

## Histoire
En pleine guerre du Viêt Nam, souhaitant avoir sa propre décoration équivalente au Combat Infantryman Badge dont dispose l'US Army, le secrétaire à la Marine des États-Unis décide, le 17 janvier 1969, de créer le Combat Action Ribbon. Rétroactif au 1er mars 1961, celui-ci est décerné aux membres de l'US Navy en dessous du grade de capitaine et aux membres de l'US Marine Corps en dessous du grade de colonel. Les hommes de l'US Coast Guard ayant servi en position de détachement au sein d'une unité de la marine ou de l'USMC peuvent également se voir décerner le ruban. Pour être éligible au Combat Action Ribbon, un homme doit avoir participé activement à une action de combat sous le feu ennemi. Les actions de combat concernées peuvent être terrestres ou à bord d'un bâtiment mais les combats aériens ne sont pas pris en compte, les pilotes de l'aéronavale et de l'United States Marine Corps Aviation étant éligibles pour ceux-ci à l'Air Medal. En octobre 1999, une loi porte la rétroactivité du Combat Action Ribbon au 7 décembre 1941, permettant aux vétérans de la Seconde Guerre mondiale et de la guerre de Corée d'obtenir la décoration,. Les marins et marines ayant éventuellement obtenu le Combat Infantryman Badge lors d'une affectation précédente peuvent être autorisés à porter les deux récompenses en même temps.
Le 16 juillet 2008, le secrétaire à la Sécurité intérieure des États-Unis qui gère depuis 2003 l'US Coast Guard approuve pour cette dernière la création d'une version du Combat Action Ribbon propre à la garde côtière et décernable aussi bien pour des opérations sous commandement propre de l'US Coast Guard que pour des opérations en situation de détachement dans l'US Navy ou dans les marines. Rétroactive au 1er mai 1975, la version Coast Guard du CAR est initialement destinée à remplacer la version de la marine et le Combat Infantryman Badge. Cependant, depuis le 1er janvier 2009, les hommes ayant reçu le Combat Action Ribbon et/ou le Combat Infantryman Badge avant la création de la version US Coast Guard du ruban sont autorisés à porter les trois décorations. En janvier 2013, les critères d'attribution du ruban sont élargis afin d'inclure l'exposition dangereuse aux engins explosif improvisés. Jusqu'alors, seul l'explosion déclenchées directement par l'ennemi permettait d'obtenir la récompense. La nouvelle réglementation permet de récompenser les soldats exposés à une explosion déclenchée à retardement sans que l'ennemi soit à proximité mais également l'action de déminage.

## Description
Le Combat action Ribbon est un prix et non une médaille, aucun insigne métallique ne lui est donc attaché. Le ruban est composé d'une large bande centrale jaune bordée de deux bandes plus étroites bleue et rouge. Le centre de la bande jaune est traversé par trois liserés rouge, blanc et bleu. La version US Coast Guard du ruban reprend exactement le même dessin mais comporte en plus deux liserés blancs qui viennent encadrer les liserés centraux. Lorsqu'un homme obtient plusieurs fois la décoration, une étoile d'or est posé sur le ruban à chaque récompense supplémentaire.

## Récipiendaires notables
- Jason Dunham
- Dale Dye
- R. Lee Ermey

En 2000, lorsque le destroyer USS Cole subit une attaque terroriste dans le port d'Aden, l'ensemble de l'équipage est décoré du Combat Action Ribbon.